# 河合町立河合第一中学校
河合町立河合第一中学校（かわいちょうりつかわいだいいちちゅうがっこう）は、奈良県北葛城郡河合町にある公立中学校。奈良県に第一とつく中学校が他に無いこともあり、一般的に一中と呼ばれる。

## 校歌
作詞は文学博士の堀内民一、作曲は堀江精一。歌詞には学校から見える景色、河合町の特徴、一中生としての人間性が織り込まれている。

## 沿革
- 1947年4月22日 - 河合村立河合中学校として開校（河合中央国民学校校舎使用）
- 1949年2月16日 - 南校舎竣工
- 1954年10月 - 北校舎西棟4教室竣工
- 1955年3月1日 - 北校舎4教室竣工
- 1967年4月10日 - 本館竣工
- 1968年2月17日 - 南校舎竣工
- 1969年7月18日 - 体育館竣工
- 1972年3月20日 - 北校舎竣工
- 1975年4月1日 - 河合町立河合第一中学校と改称、西大和地区1・2年生は第二中学校へ異動。
- 1976年3月 - 新校章制定
- 1976年9月 - 新校舎増築工事竣工
- 1983年12月 - 理科室竣工
- 1987・1988年度 - 文部省・奈良県教育委員会・河合町教育委員会同和教育研究指定校
- 1989年2月28日 - 体育館竣工
- 1997年11月15日 - 創立50周年記念式典挙行
- 2007・2008年度 - 文部科学省・奈良県教育委員会・河合町教育委員会人権教育研究指定校

## 部活動

### 運動部
- 野球部
- 卓球部（男）
- ソフトテニス部（男女）
- バレーボール部（女）
- バドミントン部 (女)

### 文化部
- 吹奏楽部
- 美術部

## 生徒会専門委員会
- 生徒会執行部 - 会長1名、副会長2名、書記1名、会計1名が生徒会役員選挙で選出される。
- 代議員委員会 - 代議員は各クラス男女1名ずつ計2名選出。代議員内から委員長1名、副委員長1名を選出する。
- 美化・給食委員会 - 各クラス4名ずつ選出。美化・給食委員内から委員長1名、副委員長1名を選出する。
- 文化委員会 - 各クラス4名ずつ選出。文化委員内から委員長1名、副委員長1名を選出する。
- 保健・体育委員会 - 各クラス男女2名ずつ計4名選出。保健・体育委員内から委員長1名、副委員長1名を選出する。
- 選挙管理委員会 - 生徒会役員選挙の時のみ設けられる。各クラス1名ずつ選出。選挙管理委員内から委員長1名、副委員長1名を選出する。

## 教育目標
経営理念
1. すべての生徒が生き生きと楽しく学べ、明日も来たい学校
2. 全職員が心を一つにして「わかる授業」の改善に努める学校
3. 保護者・地域社会に支えられ、その期待に応える学校

目標
知性高く人間味にあふれ、ふるさとを愛し、心身ともに健康な人間の育成に努める

## 河合第一中学校の取り組み
- 朝の読書 - 自分の思いを正しく伝える力を養う。毎朝10分間行われている。
- きらめき教室 - 各教科の苦手克服・学力向上の場。定期テスト前は質問教室。毎週月曜放課後に行われ、この日の部活動は全て休みとなる。
- 一中タイム - 基礎学力定着をねらいとしたプリント学習。毎日終わりの会前の10分間に行われている。人権作文集「ともしび」

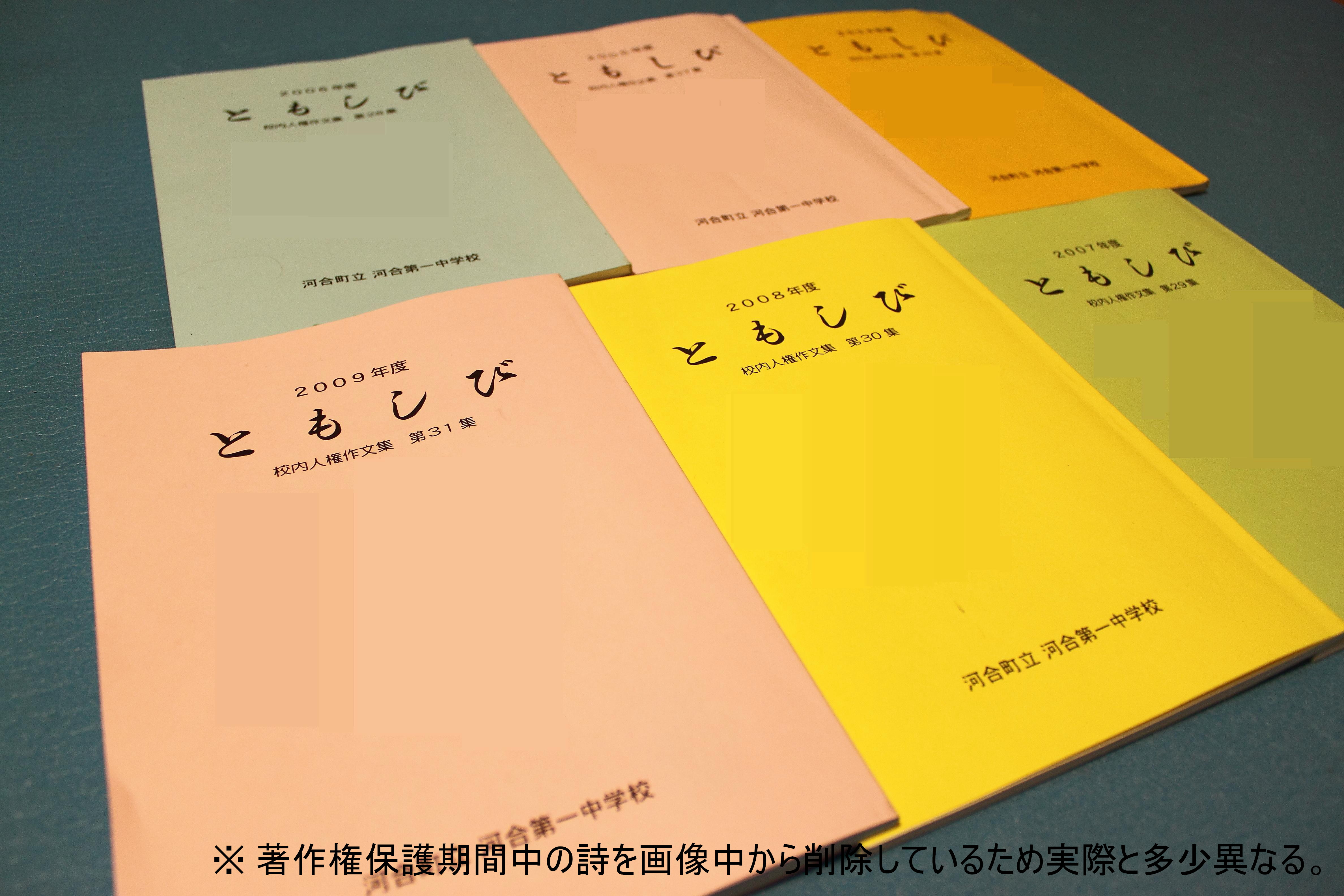
人権作文集「ともしび」

- ともしび - 生活綴り方を基盤に据えた人権作文集。2学期の総合・道徳・学活の時間を使用してつくり上げる。1月のいのち輝き集会でともしび発表会を行う。
- いのち輝き集会 - 仲間や命などについて、講師を招いて聞き取りを行ったり、学校での取り組みの発表を行ったりする場。
- リーダー研修会 - 生徒会執行部、代議員、班長などが対象。各学期に1回、よりよいリーダーの育成を目指し、講師を招いて聞き取りを行う。

## 学校行事
- 入学式
- 修学旅行（3年）・校外学習（1・2年）
- 生徒総会
- 文化祭
- 体育大会
- 職場体験学習（2年）
- 保育実習（3年）
- 生徒会役員選挙
- 卒業証書授与式
- 命輝き集会（学期に1-2回）

### 修学旅行
毎年5月に行われ、3年生が2泊3日で沖縄本島へ行く。

### 校外学習
毎年5月に行われ、1-2年生が日帰りで大阪・神戸・奈良公園・明日香村などに行く。

### 文化祭
毎年9月に行われ、文化委員会が主催する。午前の部・午後の部に分かれており午前の部では、体育館で吹奏楽部の演奏や劇、一中名人会（生徒のプチ自慢発表会）などがある。午後の部では各教科の展示、バザーなどがある。
しかし、2025年現在、文化祭は行われていない。

### 体育大会
毎年10月に行われ、保健・体育委員会が主催する。

## 生活信条と校訓
生活信条
1. 自分の体は自分で守り鍛えよう
2. 授業にすべてをかけよう
3. 人としての温かさ強さを持とう

校訓
1. 自主…積極的に学び、行動し、共に高め合う生徒
2. 健康…強い意志とたくましい体力を養い、進んで事にあたる生徒
3. 誠実…約束を守り、仲間を大切にする生徒

## アクセス
最寄り駅の近鉄田原本線池部駅より徒歩4分。

## 周辺施設
- 河合町立河合第一小学校
- 河合町役場
- 近鉄池部駅
- 池部簡易郵便局
- 河合町保健センター
- 河合町立障害福祉センター
- 河合町商工会館
- 河合町立中央公民館
- 河合町立中央体育館
- 河合町総合スポーツ公園
- 河合町総合福祉会館「豆山の郷」
- 馬見丘陵公園

## 卒業生
- 立田将太：元プロ野球投手（北海道日本ハム）[1]
- 黒川史陽：プロ野球選手（東北楽天イーグルス）

## 通学区域が隣接している学校
- 河合町立河合第二中学校
- 上牧町立上牧第二中学校
- 上牧町立上牧中学校
- 広陵町立真美ヶ丘中学校
- 広陵町立広陵中学校
- 川西町三宅町式下中学校組合立式下中学校
- 安堵町立安堵中学校
- 斑鳩町立斑鳩南中学校